# Секую
Секую (рум. Secuiu) — село у повіті Бузеу в Румунії. Входить до складу комуни Гура-Тегій.
Село розташоване на відстані 134 км на північ від Бухареста, 57 км на північний захід від Бузеу, 120 км на захід від Галаца, 69 км на схід від Брашова.

## Населення
За даними перепису населення 2002 року у селі проживали 17 осіб, усі — румуни. Усі жителі села рідною мовою назвали румунську.